# Eutelia poecilatrix
Eutelia poecilatrix là một loài bướm đêm trong họ Noctuidae.